# Люк Робертс
Люк Робертс (англ. Luke Roberts, 25 січня 1977) — австралійський велогонщик.
Олімпійський чемпіон 2004 року в командній гонці переслідування на 4000 м, учасник 2000, 2008 років.
Переможець Ігор Співдружності 1998 (командна гонка переслідування на 4000 м), 2002 (командна гонка переслідування на 4000 м) років, срібний призер 1998 року в індивідуальній гонці переслідування на 4000.